# 扎瓦德卡 (卡盧什區)
49°5′55″N 24°14′10″E / 49.09861°N 24.23611°E
扎瓦德卡（烏克蘭語：Завадка），是烏克蘭的村落，位於該國西部伊萬諾-弗蘭科夫斯克州，由卡盧什區負責管轄，始建於1664年，面積14.18平方公里，2001年該村落人口1,488。